# Orazio Vecchi
Orazio Vecchi (Modène, 6 décembre 1550-  Modène, 19 février 1605) est un compositeur italien.

## Biographie
Dans sa ville natale, il reçut l'enseignement musical de Salvatore Essenga, maître de chapelle de la cathédrale de Modène. Puis il fut ordonné prêtre et enseigna la musique à son tour.
Il travailla comme maître de chapelle à Reggio d'Émilie. Après avoir été promu chanoine, il occupa les mêmes fonctions à Correggio (à trente cinq kilomètres de Reggio). En 1581, il obtint le poste de maître de chapelle de la cathédrale de Salò, puis en 1584, celui de la cathédrale de Modène, qu'il occupa jusqu'en 1586. Il fut aussi directeur de la musique de la cour et professeur de musique des enfants du duc de cette ville.
Il travailla notamment avec Giovanni Gabrieli à la fin du XVIe siècle. Son œuvre conservée se compose de quelques pièces religieuses, mais il est essentiellement connu pour ses comédies madrigalesques, dont la plus célèbre est l’Amfiparnaso (1597)

## L’Amfiparnaso

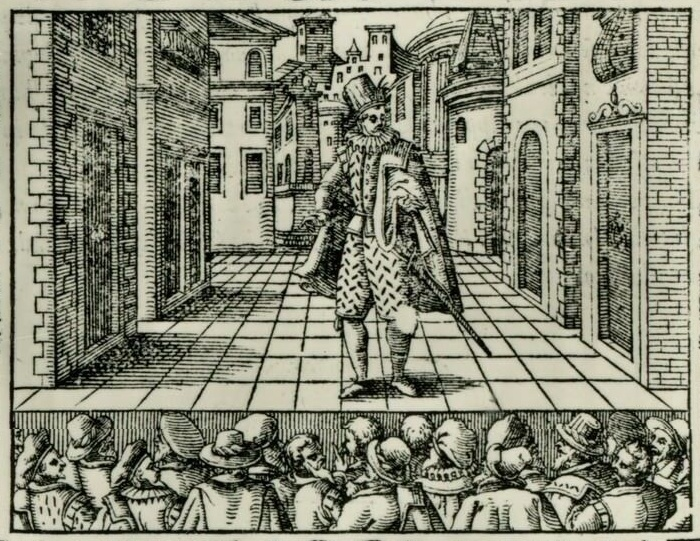
Gravure sur bois d'un acteur livrant le prologue de L'Amfiparnaso, Venise 1597

Il est composé de trois actes, et est conçu essentiellement pour l’audition et non pas pour la représentation, comme le précise le compositeur dès le prologue. Le titre (double parnasse) insiste sur le caractère poétique et musical de la composition. Le texte alterne italien populaire et élégant, onomatopées et cris d’animaux, dialogues entre serviteurs et maîtres dans un esprit comedia dell’arte.
Cette œuvre inspira grandement Adriano Banchieri, autre madrigaliste.

## Œuvres
- Messe
- Livres de Sacrarum cantionum (Libri sacrarum cantionum ; traduction française suggérée : Livres de chants sacrés) ou Cantiones sacræ (traduction française suggérée : Chants sacrés)
- Livre de Lamentationes pour 4 voix
- Livres de canzonette (3 à 6 voix),
- Livres de madrigaux (5 à 8 voix),
- Divertissements madrigalesques :
  - La Selva di varia ricreatione (traduction française suggérée : Forêt de plaisirs variés, 1590),
  - L'Amfiparnaso (L'Amfiparnasse, 1597),
  - Le Convito musicale (traduction française suggérée : Banquet musical, 1597)
  - Le Veglie di Siena (traduction française suggérée : Veillées de Sienne, 1604).